# Fosinaïta-(Ce)
La fosinaïta-(Ce) és un mineral de la classe dels silicats. Rep el seu nom dels seus constituents principals, sent un silicat fosfat de sodi (natrium, en llatí).

## Característiques
La fosinaïta-(Ce) és un ciclosilicat de fórmula química Na13Ca₂(Ce,La,Th,Nd,Pr)(Si₄O₁₂)(PO₄)₄. Cristal·litza en el sistema ortoròmbic. La seva duresa a l'escala de Mohs és 3,5.
Segons la classificació de Nickel-Strunz, la fosinaïta-(Ce) pertany a «09.CF: Ciclosilicats amb enllaços senzills de 4 [Si₄O₁₂]8-, amb anions complexos aïllats» juntament amb els següents minerals: ashburtonita, kainosita-(Y), clinofosinaïta, strakhovita i cerchiaraïta-(Mn).

## Formació i jaciments
Va ser descrita a partir de mostres de dos indrets de la província de Murmansk, a Rússia: el mont Koashva al massís de Khibini, i el mont Karnasurt, al massís de Lovozero.